# Malaryta (vattendrag)
Malaryta (vitryska: Маларыта) är ett vattendrag i Belarus.   Det ligger i voblasten Brests voblast, i den västra delen av landet, 300 km sydväst om huvudstaden Minsk.
I omgivningarna runt Malaryta växer i huvudsak blandskog. Runt Malaryta är det ganska glesbefolkat, med 21 invånare per kvadratkilometer.